# Can Lladó (Cabrera de Mar)
Can Lladó o Can Modolell és una obra amb elements gòtics de Cabrera de Mar (Maresme) protegida com a Bé Cultural d'Interès Local.

## Descripció
Masia amb teulada a dues vessants però amb el frontó a la façana lateral. Tres cossos perpendiculars a la façana principal. De planta baixa, pis i golfes. Al fons de l'entrada hi ha l'escala que puja a la sala principal del primer pis, on hi ha habitacions a banda i banda.
Adossat al cos lateral dret hi ha el celler amb tres arcades.
A la façana principal s'hi conserva una finestra gòtica del segle xv.

## Història
Aquesta casa, actualment de la família Modolell, va pertànyer a la família Lladó des del segle xvi.